# Jisra’el Bar Jehuda

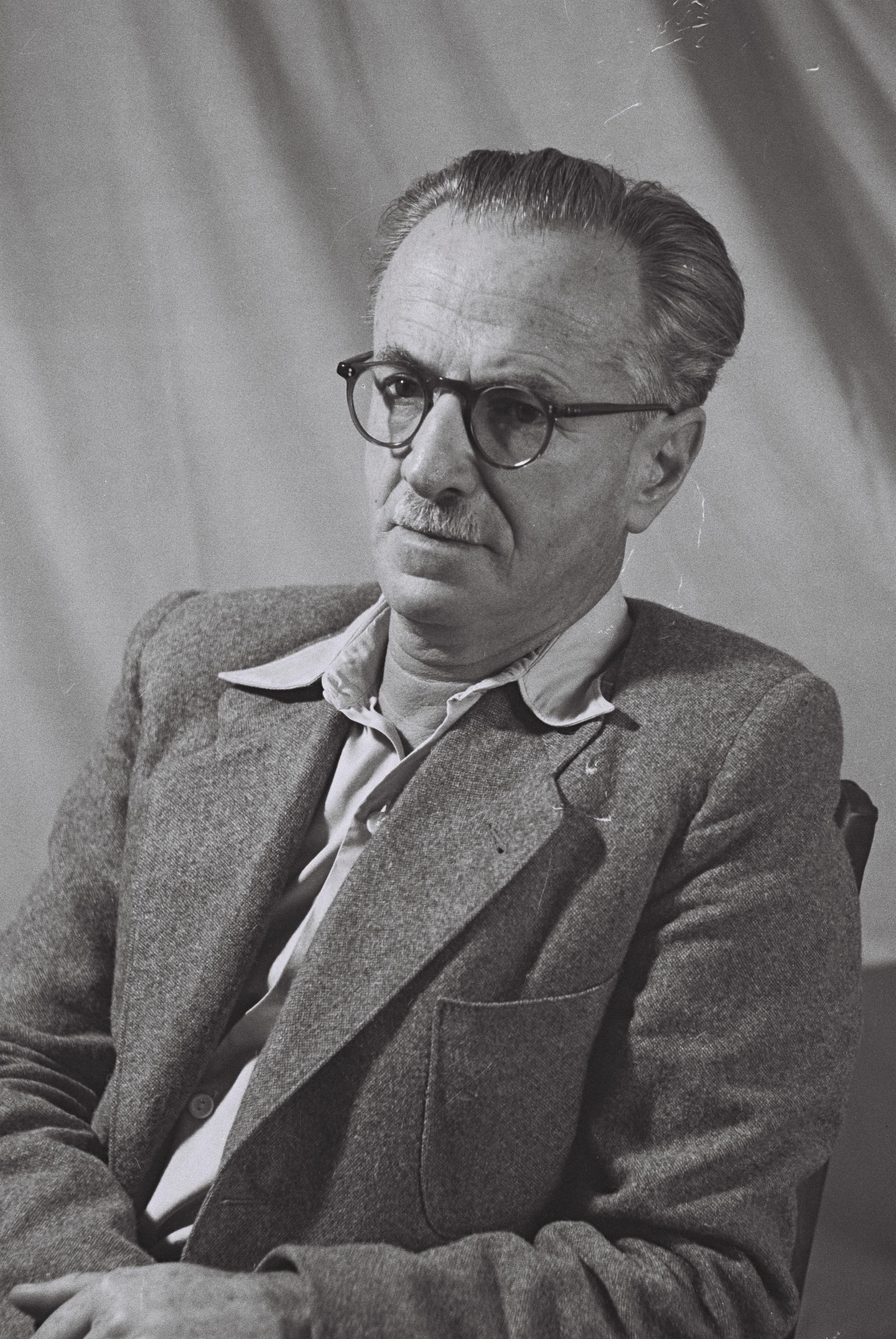
Bar Jehuda 1951

Jisra’el Bar Jehuda (hebräisch ישראל בר-יהודה; * 15. November 1895 als Israel Idelson in Konotop, Gouvernement Tschernigow, Russisches Kaiserreich (jetzt Oblast Sumy, Ukraine); † 4. Mai 1965 in Jerusalem) war ein israelischer Politiker der linkszionistischen Parteien Mapam und Achdut haAwoda – Poalei Tzion. Er war von 1955 bis 1959 Innenminister und von 1962 bis 1965 Verkehrsminister und eine Schlüsselfigur des mächtigen Gewerkschaftsdachverbands Histadrut, die eine der wichtigsten Autoritäten auch in kulturellen Fragen darstellte.

## Leben
Idelson wuchs in Jekaterinoslaw (heute Dnipro) in der heutigen Ukraine auf, wo er das Bergbauinstitut besuchte. Er engagierte sich bei den sozialistischen Zionisten, deren russischem Zentralkomitee er ab 1917 angehörte, und heiratete Beba Trachtenberg. Nach der Oktoberrevolution war zionistische Aktivität in Sowjetrussland illegal und das Paar wurde 1922 nach Sibirien verbannt, im gleichen Jahr kam ihre Tochter Rivka zur Welt. Nach zwei Jahren wurden sie begnadigt, mussten aber die Sowjetunion verlassen. Sie gingen zunächst nach Berlin, wo Israel Idelson als Sekretär der Weltunion der Sozialistischen Zionisten fungierte. 
1926 übersiedelten sie ins damalige Mandatsgebiet Palästina. Dort nahm er den Namen Bar Jehuda an, während seine Frau den Namen Idelson behielt. Er wurde Sekretär des Arbeiterrats von Petach Tikwa, 1930 zog er in den Kibbuz Jagur. Später wurde er Sekretär der linken Kibbuzbewegung Kibbutz HaMeuchad. Als Vertreter der sozialistisch-zionistischen Partei Mapai wurde er in die Repräsentantenversammlung der jüdischen Bewohner Palästinas gewählt. Er gehörte zur sogenannten Gruppe „Bet“ in der Mapai, die sich 1944 als eigene Partei Achdut haAwoda („Einheit der Arbeit“) abspaltete, bevor sie 1948 in der linkssozialistischen Mapam aufging. 
Er gehörte der Knesset von der Gründung 1949 bis 1965 an. In der ersten Legislaturperiode war er Vorsitzender des Ausschusses für die Übergangsverfassung. Mit Jitzchak Tabenkin, Jigal Allon und anderen verließ er 1954 die Mapam und gründete Achdut haAwoda – Poalei Tzion. In den Kabinetten Ben Gurion V und VI war Bar Jehuda Innenminister. Nach dem Rücktritt seines Parteikollegen Jitzchak Ben Aharon als Verkehrsminister im Mai 1962 übernahm Bar Jehuda dessen Amt und behielt es bis Mai 1965.

## Kulturpolitischer Einfluss
Bar Jehuda unterstand in seiner Funktion als Innenminister auch die Filmzensur. In der Doppelfunktion als Innenminister und einflussreiches Histadrut-Mitglied trug er dazu bei, dass der französische Dokumentarfilm über den Holocaust Nuit et brouillard in Israel nicht gezeigt werden durfte.

## Ehrungen
Das Bar Yehuda Airfield, ein Flughafen in der Judäischen Wüste, zwischen Arad und Ein Gedi, im Westen des  Toten Meers, wurde nach ihm benannt.